# Telma Þrastardóttir
Telma Hjaltalín Þrastardóttir (* 29. März 1995 in Mosfellsbær) ist eine isländische Fußballnationalspielerin.

## Karriere

### Vereine
Telma startete ihre Seniorenkarriere beim UMF Afturelding und erzielte 8 Tore in 13 Spielen, bevor sie im Frühjahr 2011 nach Norwegen zu Stabæk Fotball Kvinner ging. In der Toppserien spielte sie ihr Debüt am 28. April 2011 im Alter von 16 Jahren gegen Amazon Grimstad. Nachdem die Abwehrspielerin zu nur drei Einsätzen in der Toppserien kam, kehrte sie am 2. April 2012 nach Island zurück und unterschrieb für Valur Reykjavík. Bei Valur spielte sie ein halbes Jahr, bevor sie am 25. November 2012 bei UMF Afturelding in Mosfellsbær unterschrieb. Nach eineinhalb Jahren in Island kehrte sie am 10. September 2013 nach Norwegen zurück und unterschrieb erneut bei Stabæk Fotball Kvinner.

### Nationalmannschaft
Die Offensiv-Allrounderin spielte für die isländische U-17 23 Länderspiele und erzielte dabei 8 Tore. Telma spielte zudem in 19 Länderspielen für die U-19 und erzielte dabei 6 Länderspieltore. Seit 2012 gehört sie zum erweiterten Kader der isländischen Nationalmannschaft.

## Leichtathletik-Karriere
In ihrer Schulzeit an der Menntaskólinn við Sund / MS in Reykjavík nahm Telma an nationalen Jugendwettbewerben in der Leichtathletik teil.